# PANIX
PANIX（パニックス）とは、NECのPC-9800シリーズのマシン上で動作するSystem V 386 Release4.0をベースとしたPC-UNIXである。
エー・アイ・ソフト株式会社が開発・販売をしていたが、1997年6月30日に販売は終了した。
当時の販売価格は48,000円程度と安価で、完全に日本語化された商用のPC-UNIXとして貴重な存在であった。
1995年頃には100校プロジェクトでWebサーバ用のOSとして採用された事もあり、後にPC/AT互換機用も開発された。発売された PANIX for AT Ver3.0 は、gcc2.4.5 コンパイラとライブラリを装備、DOSファイルを直接読み書きでき、日本語化されたX11R5を採用(S3のアクセラレータに対応)、動作環境として、互換機(PS/V、DESKPRO4-66i、DELL466/L、DECpc43dxLP)、メモリ6Mバイト以上、ハード・ディスク100Mバイト以上であった。関連製品として、LAN接続用の「TCP/IPキットVer3.0」(1万8000円)と、「フリーソフトバイナリパックⅢ」「フリーソフトソースパックⅢ」(各1万円)も発売された。
| スタブアイコン | サブスタブ | この項目は、まだ閲覧者の調べものの参照としては役立たない、コンピュータに関連した書きかけの項目です。この項目を加筆・訂正などしてくださる協力者を求めています（P:コンピュータ）。 |